# Christoph Theuerkauf
Christoph Theuerkauf (* 13. Oktober 1984 in Magdeburg) ist ein deutscher Handballtrainer und ehemaliger Handballspieler. Der 1,92 Meter große Kreisläufer spielte zuletzt beim TBV Lemgo.

## Karriere
Theuerkauf spielte in der Jugend für TuS 1860 Magdeburg-Neustadt und die SCM Youngsters. Ab 1. Juli 2003 hatte er einen Vertrag bei der ersten Mannschaft des SC Magdeburg. Ende Mai 2003 hatte er beim letzten Bundesligaspiel der Saison 2002/03 gegen den TV Großwallstadt in Aschaffenburg sein Bundesligadebüt gefeiert.
Sein Länderspieldebüt feierte Theuerkauf am 17. November 2004 gegen Ungarn in Ludvika, Schweden.
Die größten sportlichen Erfolge von Theuerkauf sind der Gewinn der Junioren-Europameisterschaft 2004, eines Jugend-Vize-Europameistertitels, vier deutscher Jugendmeisterschaften sowie einer Schülerweltmeisterschaft. Auf Vereinsebene gewann er 2007 mit dem SC Magdeburg den EHF-Pokal.
Ab der Saison 2010/11 spielte Theuerkauf beim TBV Lemgo. Seit dem Sommer 2012 lief er bis 2016 für den HBW Balingen-Weilstetten auf.
Im Januar 2016 wurde vom Verein bekannt gegeben, dass der auslaufende Vertrag mit dem Kreisläufer im Sommer nicht verlängert wird. Nach der Saison hielt sich Theuerkauf beim TV Neuhausen fit und spielte beim TV Weilstetten in der Baden-Württemberg Oberliga, bis im September 2016 bekannt wurde, dass Theuerkauf beim verletzungsgeplagten TBV Lemgo einen Vertrag bis Saisonende unterschrieb. Anschließend wurde sein Vertrag bis zum Sommer 2020 verlängert. In der 2020/21 lief er für die 2. Mannschaft des TBV in der 3. Liga auf. Zusätzlich übernahm er eine Tätigkeit in der Geschäftsstelle. Im Dezember 2020 gab er ein kurzzeitiges Comeback für fünf weitere Bundesligaspiele. Mit der 1. Mannschaft des TBV Lemgo nahm er am Final Four des DHB-Pokals 2020 teil, das aufgrund der COVID-19-Pandemie erst im Juni 2021 stattfand und gewann das Finale mit 28:24 gegen die MT Melsungen.
Ab April 2021 war Theuerkauf beim TBV Lemgo als Nachwuchskoordinator tätig. Im Sommer 2022 verließ er Lemgo und kehrte als Trainer der zweiten Mannschaft zum SC Magdeburg zurück.

## Bundesligabilanz
| Saison    | Verein                   | Spielklasse | Spiele | Tore | 7-Meter | Feldtore |
| --------- | ------------------------ | ----------- | ------ | ---- | ------- | -------- |
| 2002/03   | SC Magdeburg             | Bundesliga  | 1      | 4    | 0       | 4        |
| 2003/04   | SC Magdeburg             | Bundesliga  | 11     | 11   | 0       | 11       |
| 2004/05   | SC Magdeburg             | Bundesliga  | 33     | 122  | 9       | 113      |
| 2005/06   | SC Magdeburg             | Bundesliga  | 31     | 86   | 12      | 74       |
| 2006/07   | SC Magdeburg             | Bundesliga  | 31     | 101  | 23      | 78       |
| 2007/08   | SC Magdeburg             | Bundesliga  | 34     | 126  | 38      | 88       |
| 2008/09   | SC Magdeburg             | Bundesliga  | 27     | 83   | 30      | 53       |
| 2009/10   | SC Magdeburg             | Bundesliga  | 34     | 63   | 18      | 45       |
| 2010/11   | TBV Lemgo                | Bundesliga  | 30     | 104  | 47      | 57       |
| 2011/12   | TBV Lemgo                | Bundesliga  | 33     | 107  | 44      | 63       |
| 2012/13   | HBW Balingen-Weilstetten | Bundesliga  | 31     | 86   | 3       | 83       |
| 2013/14   | HBW Balingen-Weilstetten | Bundesliga  | 32     | 89   | 13      | 76       |
| 2014/15   | HBW Balingen-Weilstetten | Bundesliga  | 18     | 51   | 1       | 50       |
| 2015/16   | HBW Balingen-Weilstetten | Bundesliga  | 30     | 79   | 0       | 79       |
| 2016/17   | TBV Lemgo                | Bundesliga  | 27     | 68   | 9       | 59       |
| 2017/18   | TBV Lemgo                | Bundesliga  | 31     | 88   | 5       | 83       |
| 2018/19   | TBV Lemgo                | Bundesliga  | 31     | 63   | 8       | 55       |
| 2019/20   | TBV Lemgo                | Bundesliga  | 21     | 53   | 4       | 49       |
| 2020/21   | TBV Lemgo                | Bundesliga  | 8      | 20   | 2       | 18       |
| 2002–2021 | gesamt                   | Bundesliga  | 494    | 1404 | 266     | 1138     |

Quelle: Spielerprofil bei der Handball-Bundesliga